# Quija (meteoryt)
Quija (inna nazwa: Qujia)– meteoryt kamienny należący do chondrytów oliwinowo-bronzytowych H, spadły w 20 marca 1990 roku w chińskiej prowincji Jilin o godzinie 12,40 miejscowego czasu. Spadek meteorytu zaobserwowali miejscowi rolnicy, którzy po znalezieniu rozbili go na kawałki. Największy fragment ma masę 15 kg, pozostałe mają w sumie masę 2,45 kg. Meteoryt Quija jest jednym z siedmiu oficjalnie zatwierdzonych meteorytów w tej prowincji. 